# 特拉華、拉克瓦納和西部鐵路公司
特拉華、拉克瓦納和西部鐵路公司 (Delaware, Lackawanna and Western Railroad Company)，簡稱拉克瓦納鐵路公司或，是一家經營連接美國賓州拉克瓦納河谷、紐約市、水牛城和紐約州奧斯威戈的鐵路公司。1960年與伊利鐵路公司合併為伊利拉克瓦納鐵路公司。1976年成為聯合鐵路公司的一部分。